# 岐阜少年少女合唱団
岐阜少年少女合唱団（ぎふしょうねんしょうじょがっしょうだん）は、かつて岐阜県岐阜市で活動していた合唱団。
岐阜市長森岩戸に全国でも珍しい2階建て延床100坪の合唱団専有の会館を有し、卒団生は1300人を超える。現在団員4人で活動している。練習日時は毎週土曜日の14:00〜17:00である。
毎年サラマンカホールでの定期演奏会や岐阜シティ・タワー43でのコンサート、福祉施設の慰問コンサートのほか、みんなの森 ぎふメディアコスモスで公開レッスンなども行っている。このためとても歴史のある合唱団であり2019年には50回記念の定期演奏会をサラマンカホールで行った。
2023年1月8日　岐阜清流文化プラザにおいて岐阜少年少女合唱団最後の定期演奏会が行われた
2023年3月31日　活動終了

## 概要
1968年（昭和43年）に「長良川少年少女合唱団」として発足。
1975年（昭和50年）に「一般社団法人岐阜少年少女合唱団」と改名。
2018年　(平成30年) 合唱団設立50周年
2023年　(令和5年) 団員の減少や指導者確保の問題により3月31日をもって活動休止することが決定

## 著名な卒団生
松波千津子(オペラ歌手)

## 住所
〒500-8229 岐阜県岐阜市長森岩戸832-1